# 格兰博 (前波美拉尼亚-格赖夫斯瓦尔德县)
格兰博（德語：Grambow）是德国梅克伦堡-前波美拉尼亚州的一个市镇，隶属于前波美拉尼亚-格赖夫斯瓦尔德县。总面积为34.87平方千米，截至2020年总人口为849人。